# Vyšní Lhoty
Vyšní Lhoty (in polacco Ligota Górna, in tedesco Ober Ellgoth) è un comune della Repubblica Ceca facente parte del distretto di Frýdek-Místek, nella regione della Moravia-Slesia.